# Verőce
Verőce is een plaats (község) en gemeente in het Hongaarse comitaat Pest. Verőce telt 2890 inwoners (2001).